# Linaria bungei
Linaria bungei är en grobladsväxtart som beskrevs av Kuprian.. Linaria bungei ingår i släktet sporrar, och familjen grobladsväxter. Inga underarter finns listade i Catalogue of Life.